# Couvent et église de la Mercè
Pour les articles homonymes, voir Mercè.
Le couvent et l'église de la Mercè (en catalan :  convent i església de la Mercè) sont un ensemble patrimonial architectural historique situé dans la ville de Gérone, en Catalogne.

## Historique

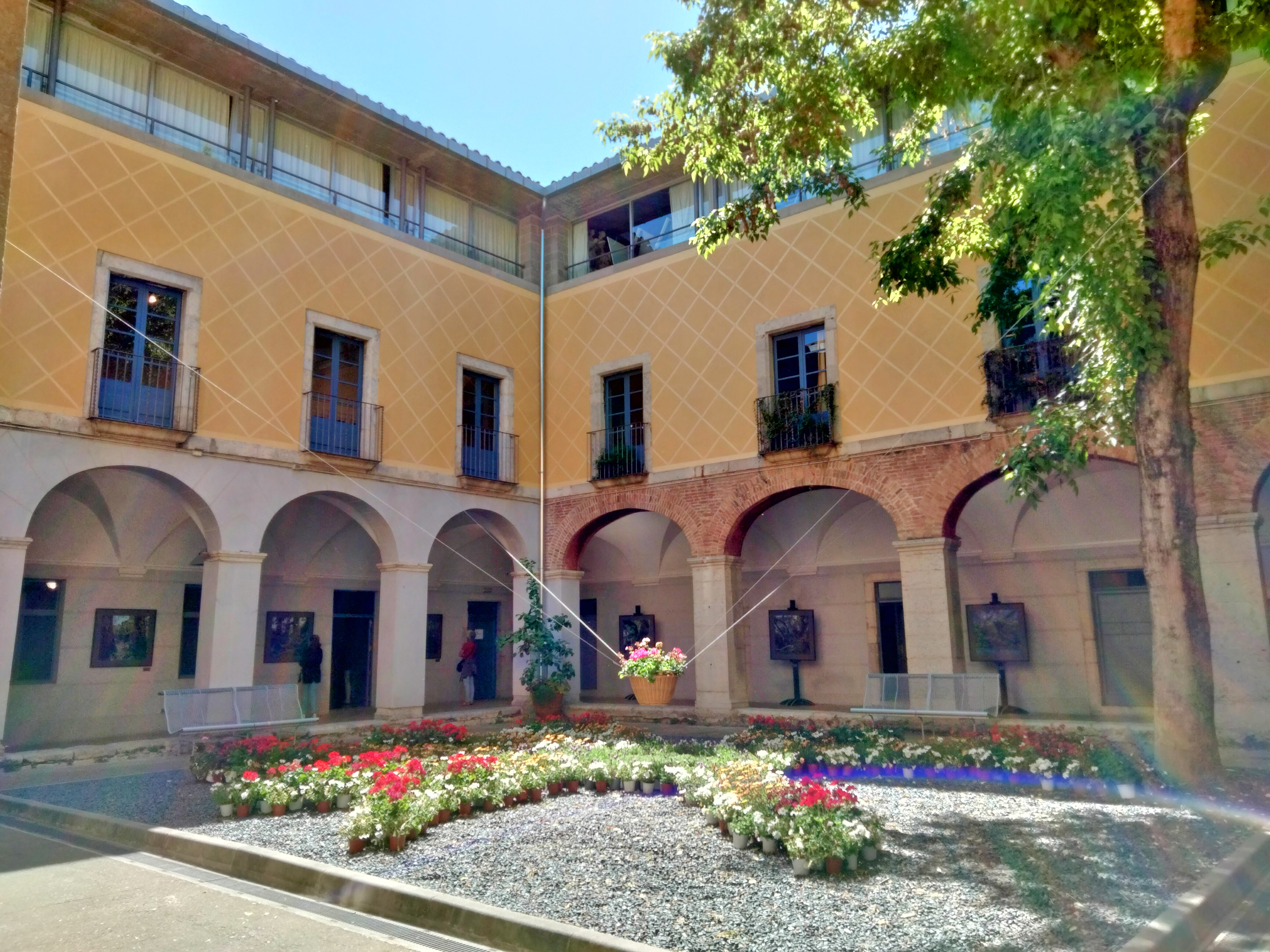
Le cloître.

L'édifice, construit au XVIIe siècle, est le lieu historique du mouvement religieux catholique de l'Ordre de Notre-Dame-de-la-Merci de la ville de Gérone. L'église est placée au nord du couvent.
Il est ensuite utilisé comme hôpital militaire aux XIXe et XXe siècles, jusqu'à son démantèlement en 1984, sous la Transition démocratique.
Réhabilité et agrandi, l'ensemble architectural accueille aujourd'hui le centre culturel La Mercè, équipement public municipal de la mairie de Gérone et espace pluridisciplinaire consacré aux arts et aux expositions.
Le site est répertorié dans l'Inventaire du patrimoine architectural de Catalogne.